# Жары (Польша)
Жа́ры (пол. Żary), Зорау (нем. Sorau) — город в Польше, входит в Любушское воеводство, Жарский повят. Имеет статус городской гмины. Занимает площадь 33,24 км². Население — 39 029 человек (на 2004 год). 
Зорау — старинный город, история его восходит к XI веку. До 1945 года входил в состав германской земли Бранденбург. По итогам Второй мировой войны был передан полякам, в 1946 году переименован в «Жары». В 1662–1664 годах капельмейстером при дворе, а с 1665 года кантором местной церкви был Вольфганг Каспар Принц. В 1704–1712 годах здесь жил и работал Георг Филипп Телеман (в 2010 году ему установлен живописный памятник «на скамейке»). Среди других достопримечательностей средневековый дворцово-замковый комплекс.

## Фото

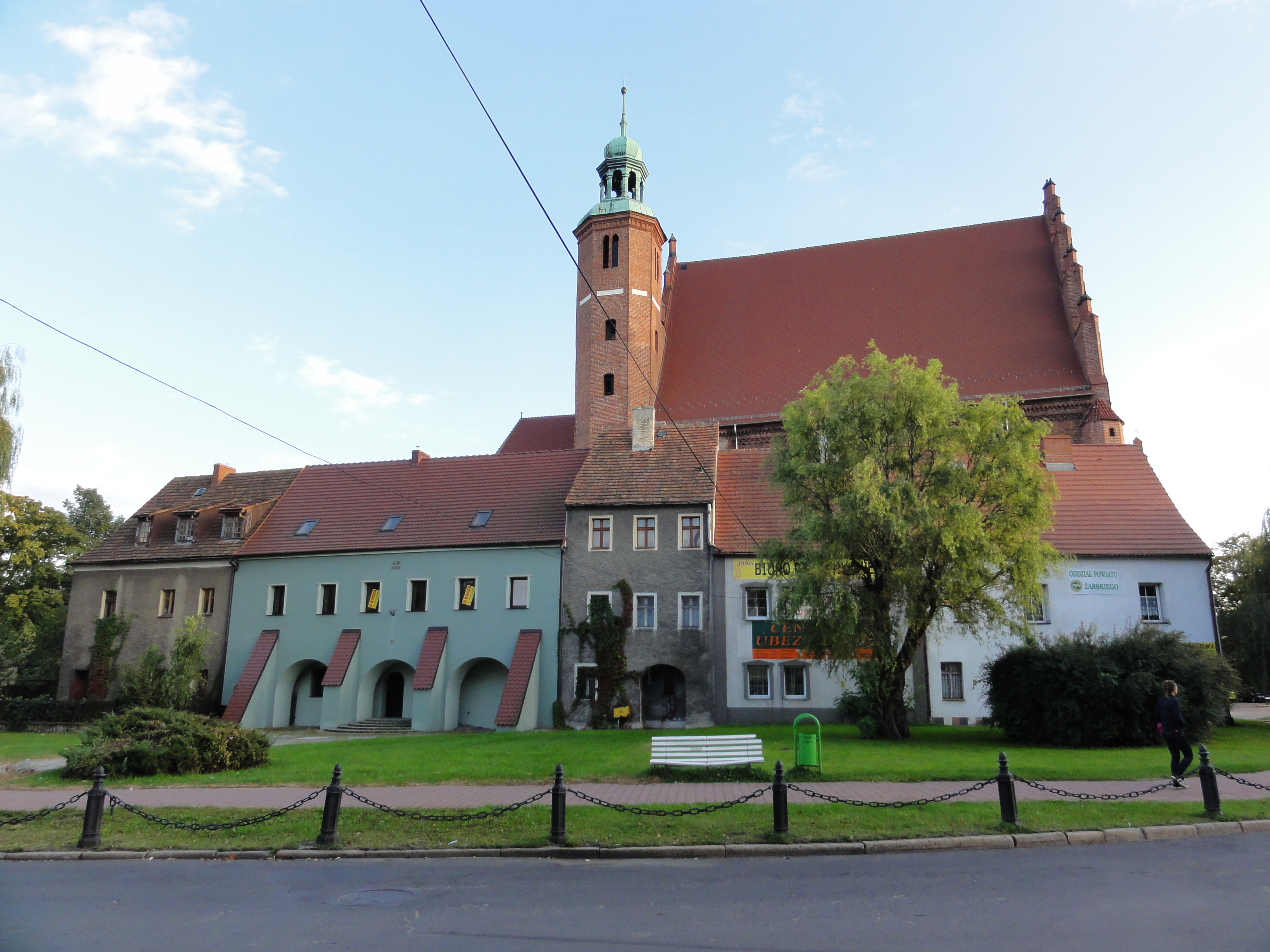
Кирха
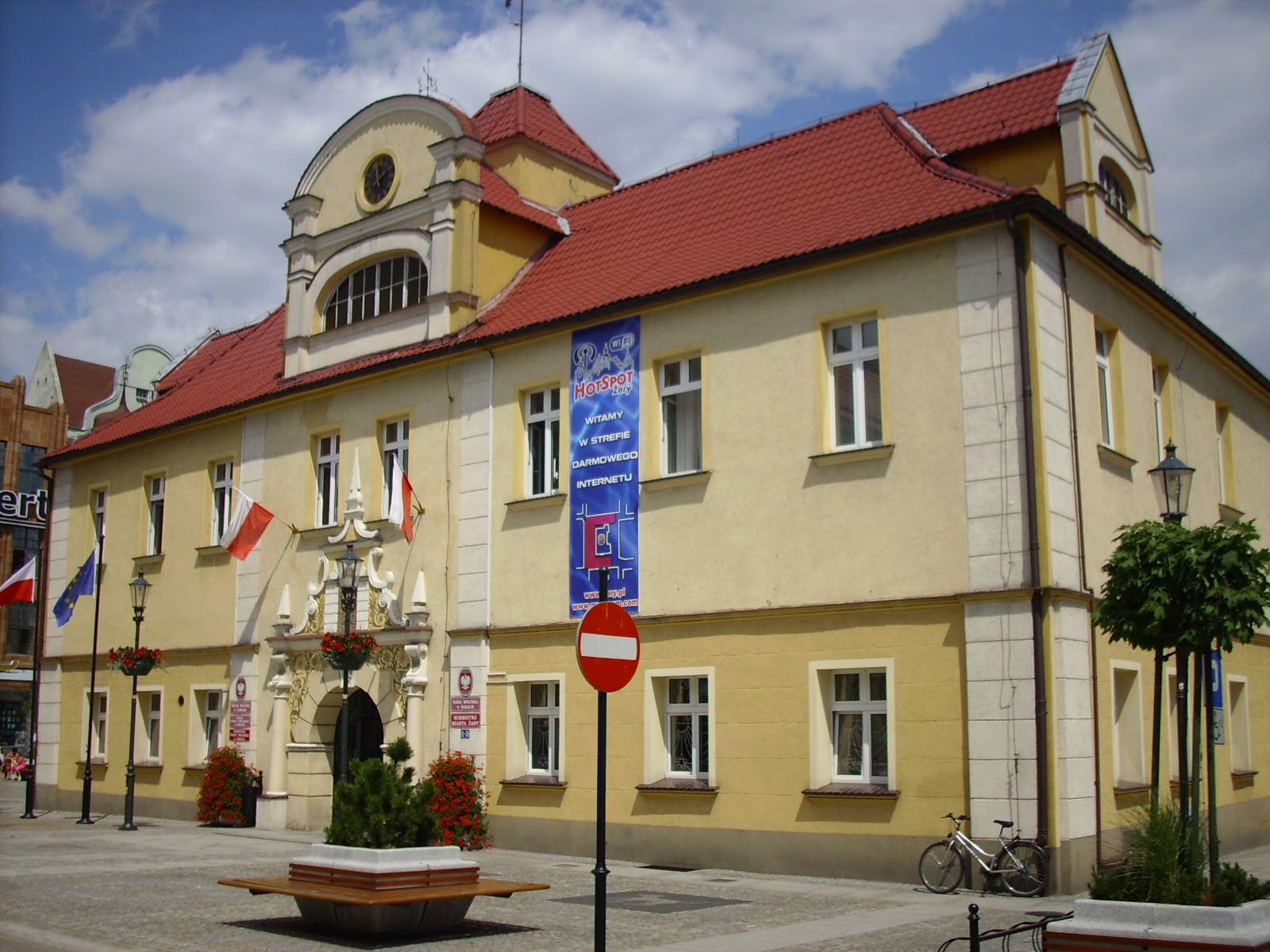
Ратуша
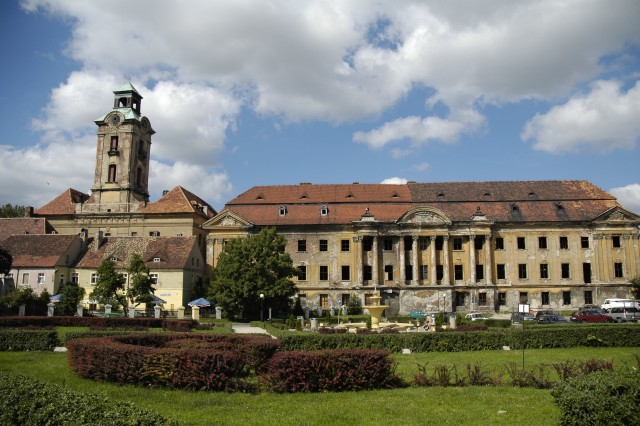
Дворец
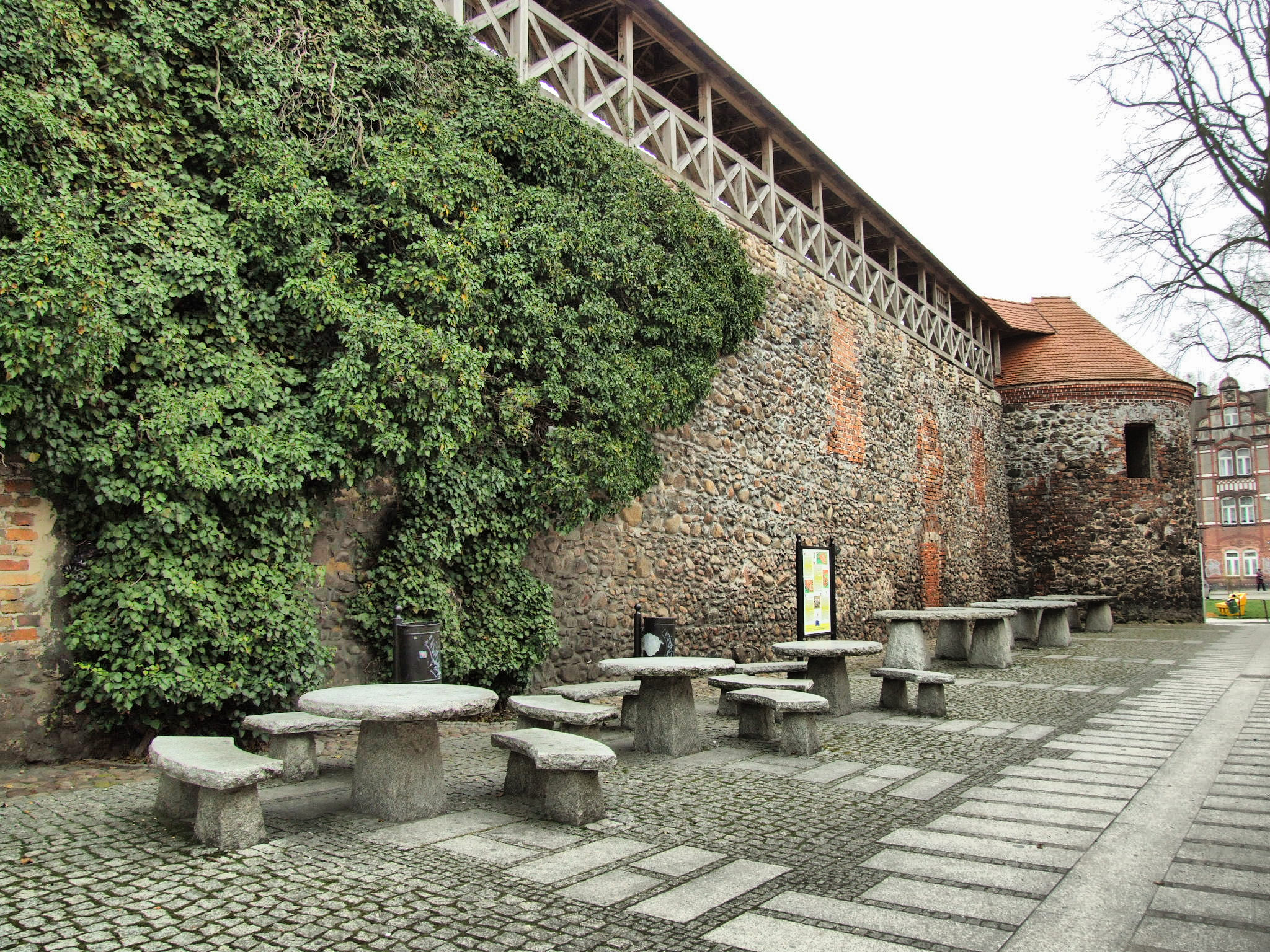
Останки средневекового укрепления
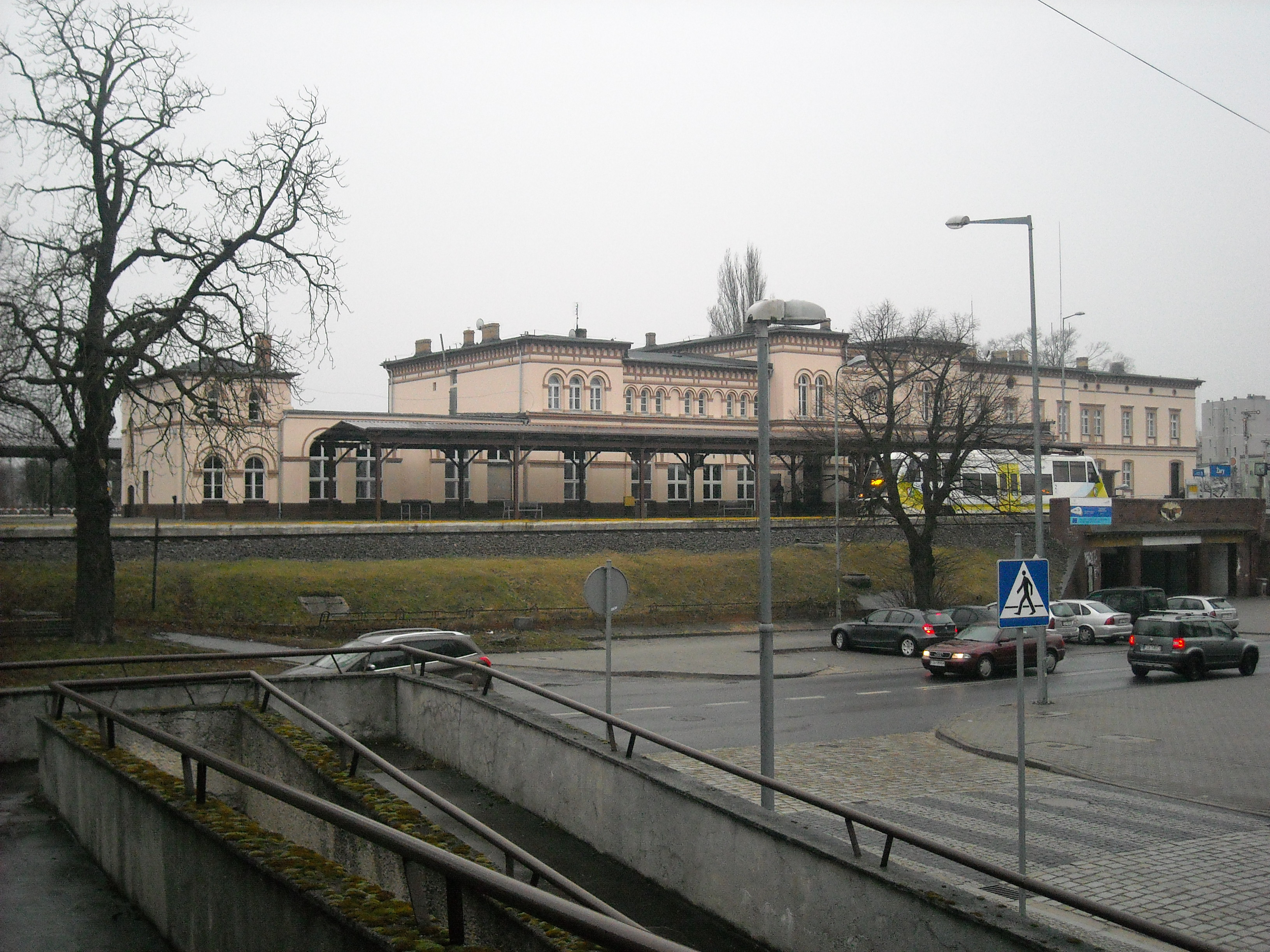
Верхний вокзал
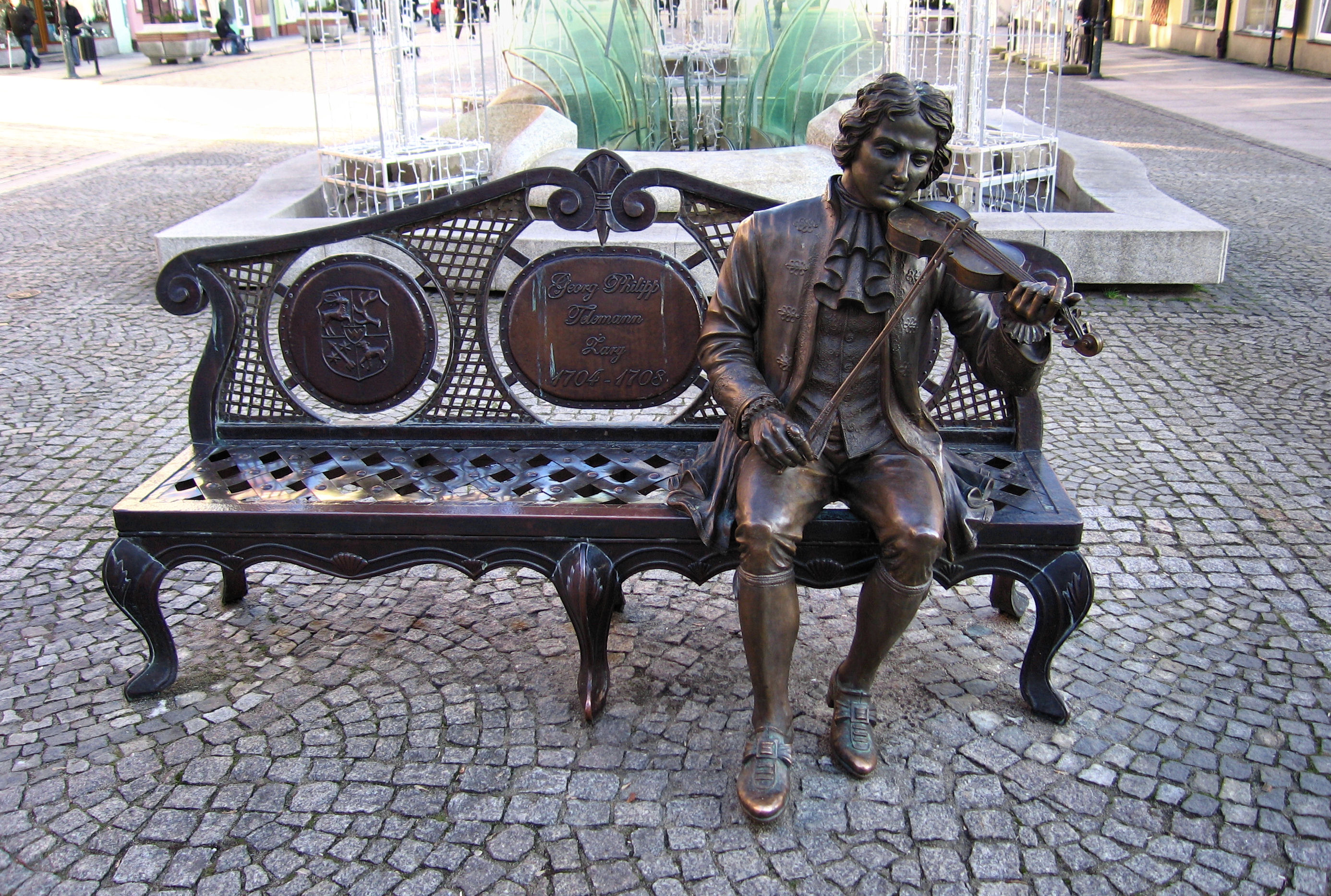
Georg-Philipp-Telemann-Denkmal

## Города-побратимы
- Ромны, Украина
- Вайсвассер (Верхняя Лужица), Германия
- Лонгюйон, Франция
- Гардонь, Венгрия